# Mario Toros
Mario Toros (9 de dezembro de 1922 – 3 de junho de 2018) foi um político italiano que serviu como Vice de 1958 a 1972, e como Senador, a partir de 1972 a 1987.